# Marie Hugo
Pour les articles homonymes, voir Hugo.
Pour les autres membres de la famille, voir Famille Hugo.
Marie Hugo est une peintre, graveur, lithographe, plasticienne française, fille de Jean Hugo, arrière-arrière-petite-fille de Victor Hugo.

## Biographie
Marie Hugo vit et travaille entre Londres et la France où elle est née. À l’âge de seize ans, elle entre à l’École Nationale des Beaux-Arts de Montpellier et reçoit une formation en gravure et lithographie. Elle part s’installer à Hong Kong où elle s’initie à la peinture murale pour de grandes commandes publiques. Les années 1980 marquent son retour en Europe. Elle expose en galerie en France et à l’étranger (New York, Tokyo, Londres). En 2007, elle crée une installation monumentale pour le château de Haroué à Nancy. Ses œuvres sont présentes dans plusieurs collections privées en Europe et aux États-Unis.
En 2000, elle cofonde la Société des amis de Victor Hugo, dont elle prend la présidence jusqu'en 2006.